# Klaus Immer
Klaus Immer (* 9. März 1924 in Manslagt; † 8. Februar 2022 in Altenkirchen) war ein deutscher Politiker (GVP, SPD). Von 1972 bis 1987 war er Mitglied des Deutschen Bundestages.

## Leben und Beruf
Nach dem Abitur an einem Gymnasium nahm der in Ostfriesland geborene Immer 1944/45 als Soldat am Zweiten Weltkrieg teil. Nach dem Krieg gelangte er in den 1950er Jahren in den Westerwald, absolvierte eine landwirtschaftliche Ausbildung und studierte Landwirtschaft an der Rheinischen Friedrich-Wilhelms-Universität in Bonn.
Beruflich war er von 1950 bis 1952 als Gutsverwalter und 1952/53 als Beratungstechniker tätig. Von 1953 bis 1959 war er Landjugendreferent der Evangelischen Kirche im Rheinland und ab 1959 Dozent und Geschäftsführer der Evangelischen Landvolkshochschule in Altenkirchen. Die Evangelische Landjugendakademie in Altenkirchen wurde von ihm (mit)initiiert. Zudem war er stellvertretendes Mitglied der Synode der EKD und Mitglied des ÖTV.
Immer war verheiratet und hatte fünf Kinder.

## Politiker
Immer war 1952/53 Mitglied der Gesamtdeutschen Volkspartei (GVP), seit 1957 der SPD. Dort saß er ab 1969 dem SPD-Ortsverein Altenkirchen 13 Jahre lang vor und ist seit 1997 dessen Ehrenvorsitzender.
Der Amtsvertretung und späteren Verbandsgemeinderat Altenkirchen gehörte er von 1964 bis 1979 an, davon sechs Jahre als Fraktionssprecher, 1989 bis 1994 beigeordneter Bürgermeister und Vertreter des Stadtbürgermeisters von Altenkirchen, gehörte Immer in der Folge dem Stadtrat als Mitglied an. Ferner 30 Jahre lang dem Kreistag des Landkreises Altenkirchen.
Immer gehörte dem Deutschen Bundestag von 1972 bis 1987 an. In der siebten Wahlperiode (1972–1976) vertrat er den Wahlkreis Neuwied und in der achten, neunten und zehnten Wahlperiode (1976–1987) zog er über die Landesliste der SPD Rheinland-Pfalz ins Parlament ein.